# Damernas 69 kg i tyngdlyftning vid olympiska sommarspelen 2004
Damernas tyngdlyftning i 69-kilosklassen vid olympiska sommarspelen 2004 hölls den 19 augusti 2004 i Nikaia Olympic Weightlifting Hall i Aten.

## Tävlingsformat
Varje tyngdlyftare får tre försök i ryck och stöt. Deras bästa lyft i de båda kombineras till ett totalt resultat. Om någon tävlande misslyckas att få ett godkänt lyft, så blir de utslagna. Ifall två tyngdlyftare hamnar på samma resultat, är idrottaren med lägre kroppsvikt vinnare.

## Rekord
Innan tävlingen var följande rekord gällande.
| Världsrekord     | Ryck   | Liu Chunhong (CHN)    | 120,0 kg | Vancouver, Kanada  | 19 november 2003  |
| Världsrekord     | Stöt   | Liu Chunhong (CHN)    | 152,5 kg | Almaty, Kazakstan  | 9 april 2004      |
| Världsrekord     | Totalt | Liu Chunhong (CHN)    | 270,0 kg | Vancouver, Kanada  | 19 november 2003  |
| Olympiskt rekord | Ryck   | Erzsébet Márkus (HUN) | 112,5 kg | Sydney, Australien | 19 september 2000 |
| Olympiskt rekord | Stöt   | Olympisk Standard     | 142,5 kg | ---                | 1 januari 1997    |
| Olympiskt rekord | Totalt | Olympisk Standard     | 252,5 kg | ---                | 1 januari 1997    |

## Resultat
| Placering | Idrottare                 | Grupp | Kroppsvikt | Ryck (kg) | Ryck (kg) | Ryck (kg) | Ryck (kg) | Stöt (kg) | Stöt (kg) | Stöt (kg) | Stöt (kg) | Totalt |
| Placering | Idrottare                 | Grupp | Kroppsvikt | 1         | 2         | 3         | Resultat  | 1         | 2         | 3         | Resultat  | Totalt |
| --------- | ------------------------- | ----- | ---------- | --------- | --------- | --------- | --------- | --------- | --------- | --------- | --------- | ------ |
| 1         | Liu Chunhong (CHN)        | A     | 68,14      | 115       | 120       | 122,5     | 122,5     | 147,5     | 153       | —         | 152,5     | 275    |
| 2         | Eszter Krutzler (HUN)     | A     | 68,41      | 117,5     | 122,5     | 122,5     | 117,5     | 142,5     | 145       | 153,5     | 145       | 262,5  |
| 3         | Zarema Kasajeva (RUS)     | A     | 68,67      | 115       | 117,5     | 120       | 117,5     | 140       | 145       | 147,5     | 145       | 262,5  |
| 4         | Slaveyka Ruzjinska (BUL)  | A     | 68,43      | 110       | 115       | 115       | 115       | 135       | 142,5     | 145       | 135       | 250    |
| 5         | Vanda Maslovska (UKR)     | A     | 67,72      | 105       | 110       | 110       | 110       | 130       | 135       | 140       | 135       | 245    |
| 6         | Milena Trendafilova (BUL) | A     | 68,21      | 105       | 107,5     | 107,5     | 105       | 130       | 130       | 132,5     | 132,5     | 237,5  |
| 7         | Madeleine Yamechi (CMR)   | A     | 68,40      | 100       | 105       | 105       | 105       | 130       | 135       | 135       | 130       | 235    |
| 8         | Ubaldina Valoyes (COL)    | A     | 68,31      | 102,5     | 102,5     | 105       | 105       | 127,5     | 127,5     | 132,5     | 127,5     | 232,5  |
| 9         | Irene Ajambo (UGA)        | A     | 66,77      | 60        | 65        | 65        | 60        | 80        | 85        | 90        | 90        | 150    |
| —         | Sibel Şimşek (TUR)        | A     | 68,97      | 115       | 115       | 115       | —         |           |           |           |           | DNF    |
| —         | Kang Mi-suk (KOR)         | A     | 68,68      | 100       | 105       | 105       | 100       | 125       | 125       | 125       | —         | DNF    |

## Nya rekord
| Ryck   | 115,0 kg | Liu Chunhong (CHN)    | OR |
| Ryck   | 117,5 kg | Eszter Krutzler (HUN) | OR |
| Ryck   | 120,0 kg | Liu Chunhong (CHN)    | OR |
| Ryck   | 122,5 kg | Liu Chunhong (CHN)    | WR |
| Stöt   | 145,0 kg | Zarema Kasajeva (RUS) | OR |
| Stöt   | 147,5 kg | Liu Chunhong (CHN)    | OR |
| Stöt   | 153,0 kg | Liu Chunhong (CHN)    | WR |
| Totalt | 257,5 kg | Zarema Kasajeva (RUS) | OR |
| Totalt | 260,0 kg | Eszter Krutzler (HUN) | OR |
| Totalt | 262,5 kg | Zarema Kasajeva (RUS) | OR |
| Totalt | 270,0 kg | Liu Chunhong (CHN)    | OR |
| Totalt | 275,0 kg | Liu Chunhong (CHN)    | WR |